# KSVK
KSVK(ロシア語: КСВК)は、ロシアで開発された対物ライフルである。
"KSVK"とは「コヴロフ製の大口径狙撃銃」を意味する"Krupnokalibernaya Snayperskaya Vintovka Kovrovskaya（キリル文字表記：Крупнокалиберная Снайперская Винтовка Ковровская)"の略号である。
本項目では発展型の「ASVK」と併せて記述する。

## 概要
KSVKは、コヴロフに拠点を置くV・A・デグチャリョフ記念工場によって1997年-1998年にかけて開発された。まず1996年より1998年にかけ「SVN-98(СВН-98；Снайперская Винтовка Негруленко образца 1998 года. “ネグルレンコ式狙撃銃 1998年型”の意）の名称で12.7x108mm弾を使用するボルトアクション方式でブルパップ形状の狙撃銃が開発された。SVN-98は軍の採用試験には合格したものの制式装備としての導入はなされず、これを元に更なる改良発展型として開発されて2000年に完成したものがKSVKである。
KSVKはロシア連邦軍および内務省軍によって様々な性能試験を受け、試験装備として前線部隊に配備され、実戦に投入されての実地試験も行われた。それらの結果を受けて2004年にはいくつかの改修を加えて「ASVK」(Armeyskaya Snayperskaya Vintovka Krupnokalibernaya；АСВК(Армейская Снайперская Винтовка Крупнокалиберная. “軍用大口径狙撃銃”の意)の名称で導入され、KSVK同様に性能試験と実地試験および試験運用を経て2013年には照準装置と併せた一式の狙撃銃として「12,7 миллиметровый снайперский комплекс 6C8  «Корд»（12.7mm狙撃銃装置 6S8 "コルド"）」のGRAUインデックス
が与えられて正式に採用された。
2016年にはASVKに更に軽量化と低反動化を主眼とした改良を加え、照準装置と専用弾薬も改良型としたものが「ASVK-M」(АСВК-М；6В7М «Корд-М»)として採用され、2017年より部隊配備が行われている。

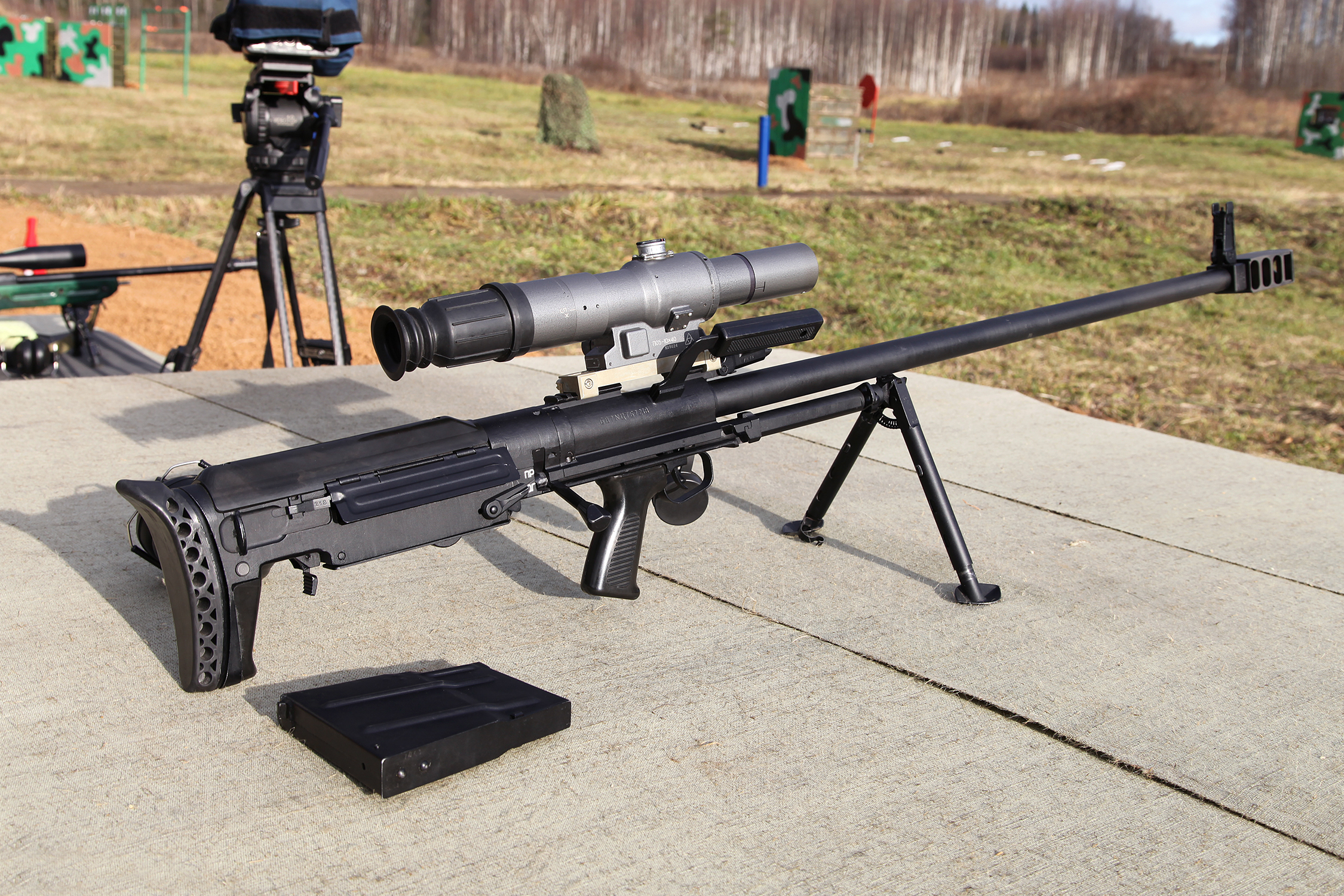
ASVK
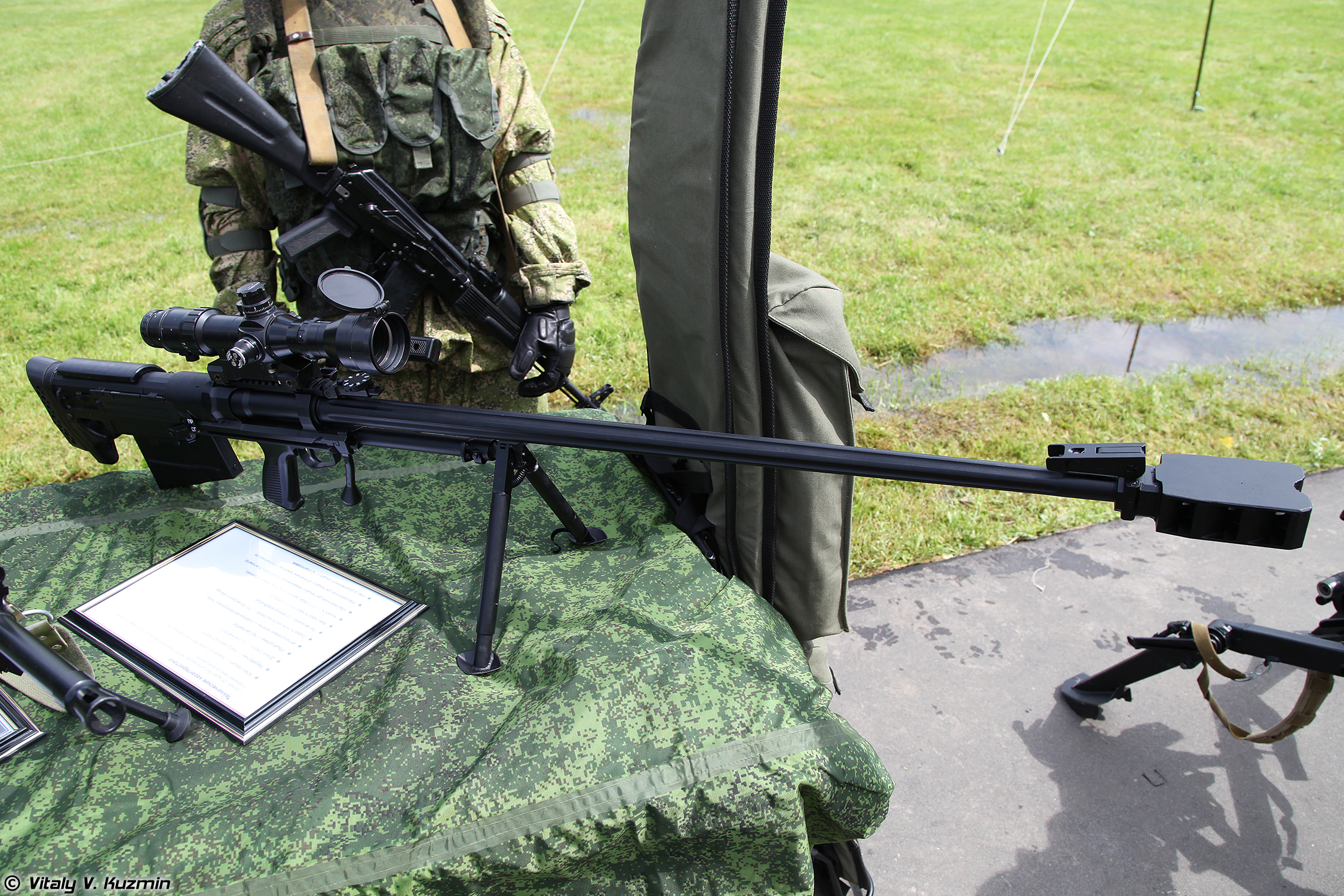
ASVK-M

## 構成

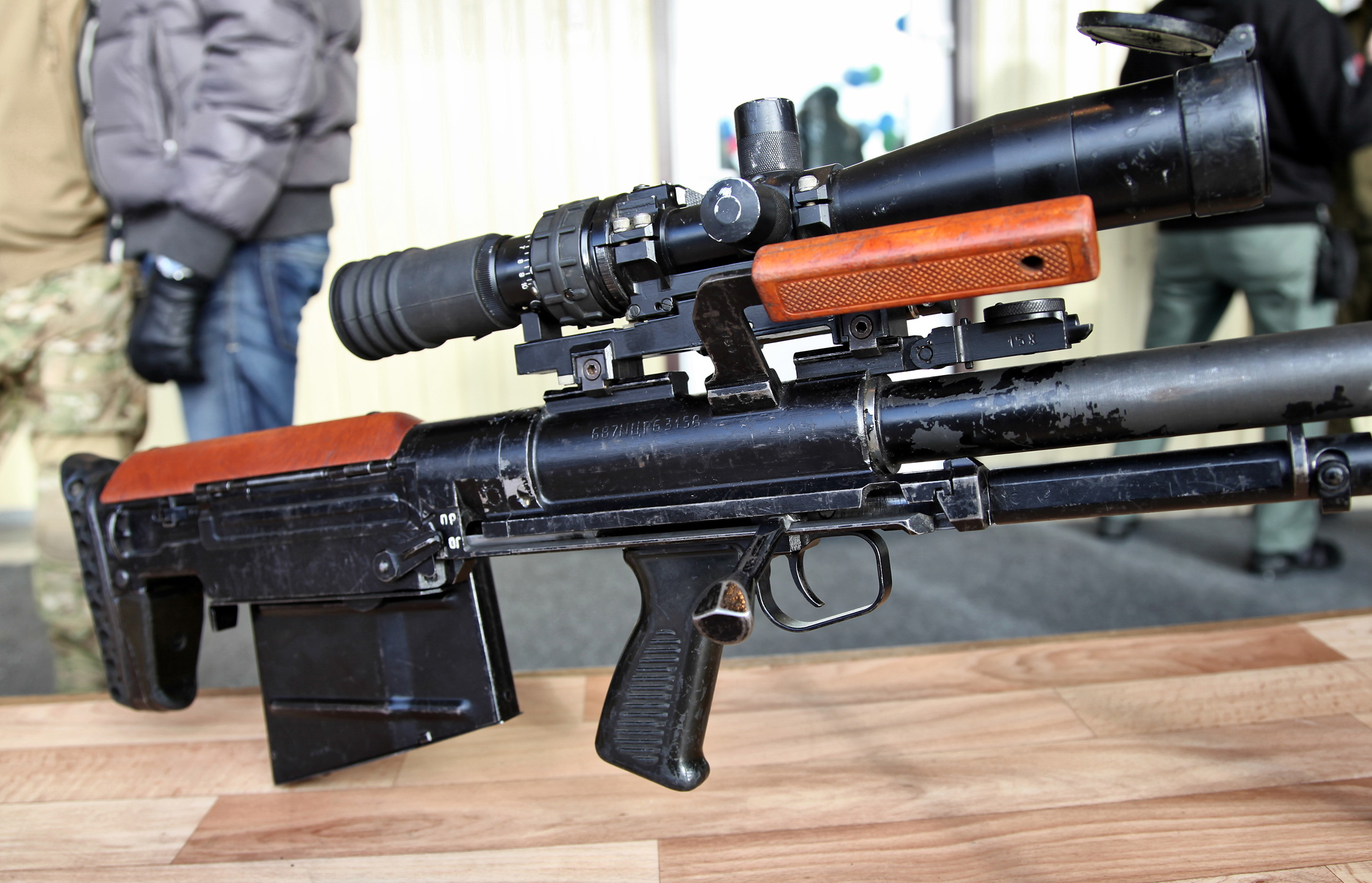
ASVK 機関部（右側側面）

KSVK / ASVK共に発射機構はボルトアクション方式で、ブルパップ方式を採用している。そのため、長い銃身にもかかわらず全長はコンパクトで、銃を運びやすい。
弾倉は5発入りの着脱式であり、ブルパップ方式であるため薬室と弾倉は銃把と引き金よりも後方にある。このため通常のボルトアクション式ライフルとは異なり槓桿（ボルトハンドル）はボルトの後端にはなく、装填／排莢動作は機関部の右側面から前方に伸びているレバーを前後に操作することで行われる。
大口径弾薬の発生させる強烈な反動に対処するため、銃口には大型のマズルブレーキを備える。射撃時に発射ガスがマズルブレーキの壁に当たることで前方へ銃を押し出す力が発生し、反動を抑制する。
スコープなどの光学照準器を装備するためのウェポンレールが銃のやや左側につけられており、これにより昼夜問わず射撃を行える。また、緊急用のバックアップとして単純なアイアンサイトも取り付けられている。

## 登場作品

### アニメ
『魔法少女育成計画』
#9（第9話）にて、魔法少女の1人、カラミティ・メアリの使用武器として登場。「魔法によって強化されている」との設定で、実際よりも威力が誇張して描かれている。

### ゲーム
『ArmA: Armed Assault』
『ARMA 2』
『MASSIVE ACTION GAME』
『ゴーストリコン フューチャーソルジャー』
『マーセナリーズ』
「AAライフル」の名称で登場する。北朝鮮反乱軍のエリート部隊が使用する。
『マーセナリーズ2 ワールド イン フレームス』
「対物ライフル」の名称で登場する。
『Roblox』
ゲーム「Black Hawk Rescue Mission 5」内の敵拠点、「Fort Ronograd」「Montain Radar site」等でOPFORのスナイパーがASVKを所持している他、柱等に立て掛けてある。プレイヤーは使用できず、敵NPCのみ使用可。

## 参照元
- warspot.ru｜2020年5月10日｜Руслан Гук｜Антиснайпер - Ковровская армейская ※2023年4月19日閲覧
- topwar.ru｜2013年5月14日｜Карасик Кирилл｜Младшая сестра пулемета "Корд" 6С8 или АСВК ※2023年4月19日閲覧
- Modern Firearms
  - KSVK 12.7 ※2023年4月18日閲覧
  - SVN-98 ※2023年4月18日閲覧
- war-time.ru
  - Обзор крупнокалиберной винтовки СВН-98  ※2023年4月19日閲覧
  - Обзор крупнокалиберной винтовки АСВК / КОРД  ※2023年4月19日閲覧